# Diós (városrész)
Diós Pécs egyik belső, ipari városrésze a Budai városrész és Meszes között, az Engel János, Hársfa és Zsolnay Vilmos utak által határolt területen. Diós helyzete rendezett, közművesítésének mértéke a pécsi átlagot is meghaladja. A Mecsekben, a Hárs-tető alatt található a Diós-kút kiépített forrás, mely a pécsi püspökség Diós nevű számtartójáról kapta nevét. Tengerszint feletti magassága 140-190 méter.
A pécsi 25-ös járat a Budai Állomás irányából szeli át a városrészt , a Benczúr Gyula utca irányába, a 26-os szintén a Budai állomás irányából halad itt át a II-es rakodó felé. A 29-es járat a II-es rakodó és a Benczúr Gyula utca felől megy át Dióson a Budai állomás felé. A 40-es járat a Főpályaudvart köti össze Dióssal és Gesztenyéssel, a 38-as a főpályaudvart köti össze a városrésszel és Lámpásvölggyel, a 28-assal pedig Uránvárosba lehet eljutni a diósi András utca felől.